# Трієр
Трі́єр (рос. Триер, чув. Триер) — селище у складі Шумерлинського району Чувашії, Росія. Входить до складу Магарінського сільського поселення.
Населення — 18 осіб (2010; 23 у 2002).
Національний склад:
- чуваші — 100 %